# 시오세촌
시오세촌(塩瀬村)은 효고현 아리마군에 설치되었던 촌이다. 현재의 니시노미야시에 해당한다.

## 역사
- 1889년 4월 1일 - 정촌제 시행에 의해 아리마군 시오세촌이 성립하였다.
- 1951년 4월 1일 - 니시노미야시에 편입해, 동일 시오세촌은 폐지되었다.

## 교통

### 철도
- 일본국유철도 (현 서일본 여객철도)
  - 후쿠치야마선

## 참고문헌
- 가도카와 일본지명 대사전